# Mattia Bellucci
Mattia Bellucci (Busto Arsizio, 1º giugno 2001) è un tennista italiano.
In singolare si è aggiudicato alcuni titoli nell'ATP Challenger Tour e nel circuito maggiore ha raggiunto la semifinale al Rotterdam Open 2025, il suo miglior ranking ATP è la 63ª posizione del luglio 2025.

## Biografia
Nato a Busto Arsizio, cresce tennisticamente a Castellanza con il padre Fabrizio, maestro nazionale e suo primo coach. Dopo gli studi superiori all'Istituto Enrico Fermi di Lecce, inizia ad allenarsi a tempo pieno, il tennis diventa la sua priorità e si affida alla gestione tecnica di Fabio Chiappini, mantenendo comunque la collaborazione con il padre.

## Carriera

### 2018-2020: esordio nel circuito professionistico
Il 13 agosto del 2018 debutta nel circuito professionistico ITF nel Futures F23 di Santa Cristina Val Gardena, superando al primo turno il connazionale Giacomo Dambrosi al tiebreak del set decisivo, per poi arrendersi soltanto nei quarti di finale. Dopo un periodo caratterizzato da risultati di scarso rilievo, nel dicembre del 2020 disputa la sua prima semifinale ITF all'M15 di Torelló, dove viene sconfitto da Arthur Cazaux, che gli concede un solo game.

### 2021: primo titolo ITF
Ad aprile raggiunge la sua prima finale ITF all'M15 di Sharm el-Sheikh e viene sconfitto dal cipriota Petros Chrysochos. Ad agosto alza il suo primo trofeo ITF all'M15 di Monastir, sconfiggendo in finale il connazionale Luca Potenza con un doppio 6-3.

### 2022: due titoli Challenger, cinque ITF e top 200
Nei primi sei mesi della stagione si aggiudica cinque tornei ITF, tre sul cemento M15 di Monastir, uno sul cemento indoor dell'M15 di Poitiers e uno sulla terra rossa dell'M25 di Klosters. A luglio supera il tabellone di qualificazioni agli Internazionali di Tennis Verona 2022 e, al suo esordio nel main draw di un torneo Challenger, supera in due set Federico Gaio, n° 217 del mondo, prima di arrendersi a Pedro Cachín.
Supera le qualificazioni anche al Saint-Tropez Open 2022 e si aggiudica il suo primo titolo Challenger sconfiggendo negli ottavi di finale Hugo Grenier, testa di serie nº 2 e nº 102 del ranking e in finale, il 16 ottobre, il nº 154 del mondo Matteo Arnaldi. La settimana successiva vince anche il Challenger di Vilnius superando in finale Cem İlkel, al quale annulla un match-point nel terzo set. A dicembre sale alla posizione n° 153 della graduatoria mondiale.

### 2023: esordio Slam, terzo titolo Challenger e top 150
A gennaio agli Australian Open 2023 centra la prima qualificazione in uno Slam superando nell'ordine Wu Tung-lin, Francesco Passaro e  Luciano Darderi. Al debutto nel tabellone principale del circuito maggiore viene eliminato da Benjamin Bonzi, a fine torneo raggiunge la 142ª posizione del ranking. Il 10 settembre a Cassis conquista il suo terzo titolo Challenger su altrettante finali, sconfiggendo nell'atto conclusivo Tomáš Macháč in due set. In chiusura di stagione perde la sua prima finale Challenger a Malaga contro il francese Blanchet.

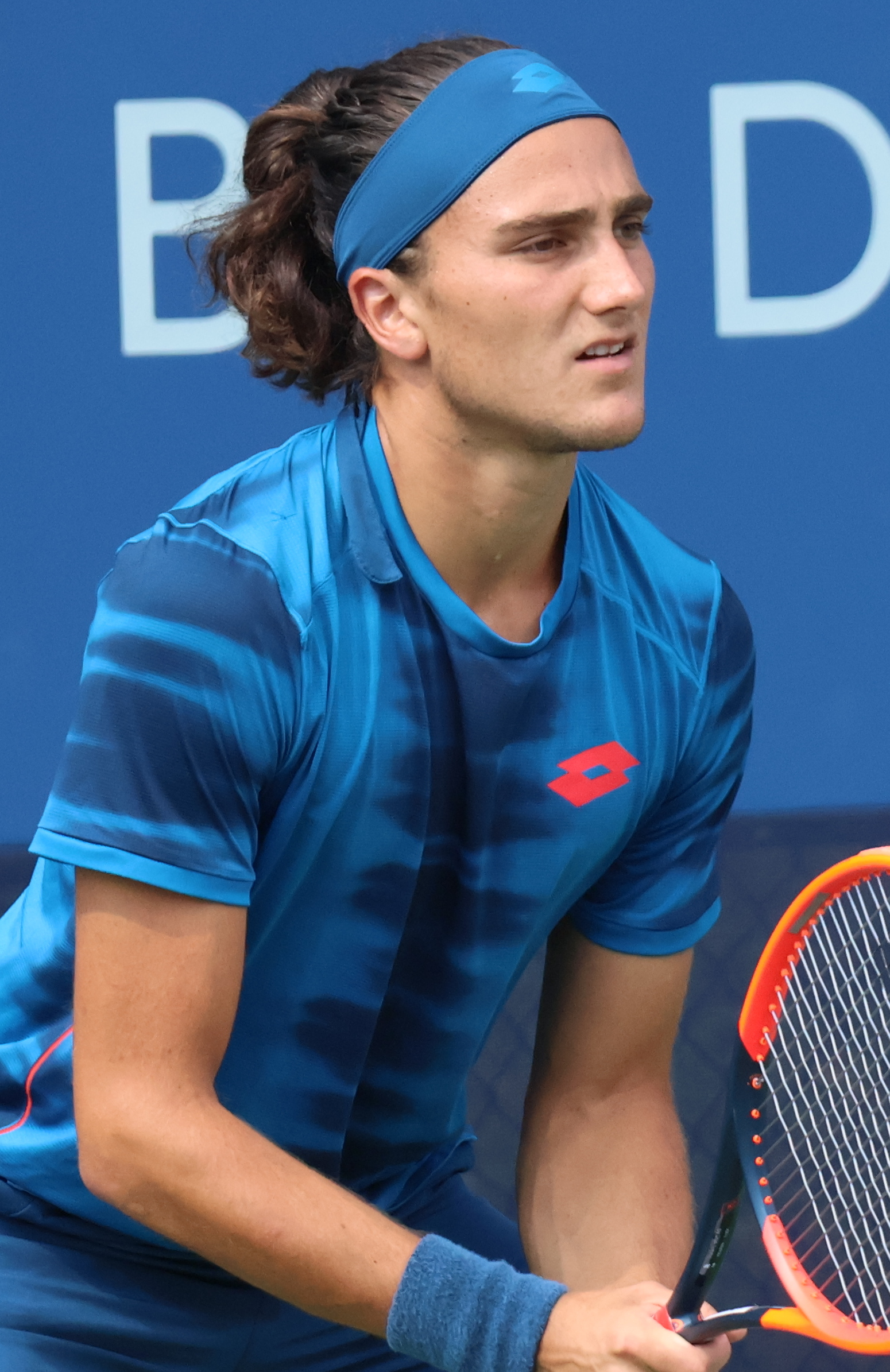
Mattia Bellucci alle qualificazioni del Washington Open nel 2024

### 2024: primi incontri vinti nel circuito ATP e top 100
Nella prima parte della stagione non va oltre i quarti di finale nei tornei Challenger di singolare, mentre a marzo vince il primo titolo Challenger in doppio ad Amburgo in coppia con lo svizzero Bertola. Torna a superare le qualificazioni nel Grande Slam al Roland Garros e al primo turno cede nel parziale decisivo a Frances Tiafoe dopo essere stato in vantaggio di due set a uno. Sconfitto in semifinale al Challenger 125 del Nottingham Open, anche a Wimbledon supera le qualificazioni ed esce al primo turno dopo essersi trovato avanti di 2 set a 1, questa volta contro il nº 14 del mondo Ben Shelton. Supera le qualificazioni anche all'ATP di Atlanta, vince quindi i primi incontri nel circuito maggiore sconfiggendo Aleksandar Vukic e il nº 32 del mondo Adrian Mannarino; viene eliminato nei quarti di finale da Arthur Rinderknech e a fine torneo porta il miglior ranking alla 125ª posizione mondiale.
Continua l'ascesa con la vittoria su Mackenzie McDonald al successivo ATP 500 di Washington, dove perde al secondo turno contro Alex Michelsen. Al Challenger di Cary cede in finale a Roman Safiullin dopo aver vinto il primo set e avuto due match point a disposizione, e sale alla 101ª posizione. Supera le qualificazioni e vince il suo primo incontro in uno Slam agli US Open con la vittoria in tre set sull'ex nº 3 del mondo Stan Wawrinka e cede al secondo turno a Christopher O'Connell. Torna a giocare dopo un mese al nuovo ATP di Hangzhou ed esce al secondo turno per mano di Zhang Zhizhen dopo aver eliminato Aslan Karacev.
Supera le qualificazioni sia a Tokyo che a Shanghai, e viene eliminato rispettivamente al primo turno da Jack Draper e al secondo turno da Alexander Zverev.
Torna a giocare nel circuito Challenger e raggiunge la finale a Olbia e la semifinale a Kōbe, risultati con cui il 18 novembre entra per la prima volta in top 100.

### 2025: prima semifinale ATP, terzo turno a Wimbledon e 63º del ranking
Dopo aver perso al secondo turno le qualificazioni dell'Australian Open, le supera invece a Rotterdam e raggiunge la prima semifinale ATP con i successi  su Daniil Medvedev, primo top 10 sconfitto in carriera, e Stefanos Tsitsipas, poi viene eliminato da Alex de Minaur e porta il miglior ranking alla 68ª posizione mondiale. Ad aprile raggiunge i quarti di finale al Grand Prix Hassan II e sale alla 66ª. Nei tornei successivi vince solo match di qualificazione. Torna a vincere un incontro nei tabelloni principali sull'erba dell'Eastbourne International; a Wimbledon si spinge per la prima volta fino al terzo turno in una prova del Grande Slam con la vittoria sul nº 25 ATP Jiri Lehecka, viene eliminato da Cameron Norrie e sale al 63º posto mondiale. Nello stesso periodo vince i primi incontri in carriera in doppio nei tornei dello Slam ai primi turni di Roland Garros e Wimbledon.
Al primo turno del Masters 1000 di Toronto è costretto a ritirarsi per crampi ed esce di scena al primo turno anche al Cincinnati Open. Vince il successivo Challenger 125 del Sumter Open battendo in finale Aleksandr Ševčenko.

## Statistiche

### Tornei minori

#### Singolare

##### Vittorie (10)
| Legenda tornei minori     |
| Challenger (4)            |
| ITF World Tennis Tour (6) |

| N.  | Data              | Torneo                          | Superficie  | Avversario in finale | Punteggio           |
| 1.  | 8 agosto 2021     | M15 Tunisia, Monastir           | Cemento     | Luca Potenza         | 6-3, 6-3            |
| 2.  | 30 gennaio 2022   | M15 Tunisia, Monastir           | Cemento     | Francesco Passaro    | 6-4, 7-5            |
| 3.  | 20 marzo 2022     | M15 Francia, Poitiers           | Cemento (i) | Pierre Delage        | 6-3, 6(6)-7, 7-6(5) |
| 4.  | 17 aprile 2022    | M15 Tunisia, Monastir           | Cemento     | Maximilian Neuchrist | 7-6(4), 6-3         |
| 5.  | 1 maggio 2022     | M15 Tunisia, Monastir           | Cemento     | Omni Kumar           | 6-1, 6-4            |
| 6.  | 26 giugno 2022    | M25 Svizzera, Klosters          | Terra rossa | Lukas Neumayer       | 6-3, 6-2            |
| 7.  | 16 ottobre 2022   | Saint-Tropez Open, Saint-Tropez | Cemento     | Matteo Arnaldi       | 6-3, 6-3            |
| 8.  | 23 ottobre 2022   | Vilnius Open, Vilnius           | Cemento     | Cem Ilkel            | 1-6, 6-3, 7-5       |
| 9.  | 10 settembre 2023 | Cassis Open Provence, Cassis    | Cemento     | Tomáš Macháč         | 6-3, 6-4            |
| 10. | 17 agosto 2025    | Sumter Open, Sumter             | Cemento     | Aleksandr Ševčenko   | 7-6(5), 3-1, rit.   |

##### Finali perse (6)
| Legenda tornei minori     |
| Challenger (3)            |
| ITF World Tennis Tour (3) |

| N. | Data            | Torneo                      | Superficie  | Avversario in finale | Punteggio           |
| 1. | 4 aprile 2021   | M15 Egitto, Sharm El Sheikh | Cemento     | Petros Chrysochos    | 0-6, 2-6            |
| 2. | 24 aprile 2022  | M15 Tunisia, Monastir       | Cemento     | Bu Yunchaokete       | 4-6, 2-6            |
| 3. | 19 giugno 2022  | M25 Francia, Grasse         | Cemento (i) | Pol Martin Tiffon    | 6(5)-7, 7-6(6), 5-7 |
| 4. | 15 ottobre 2023 | Malaga Open, Malaga         | Cemento     | Ugo Blanchet         | 4-6, 4-6            |
| 5. | 18 agosto 2024  | Cary Challenger, Cary       | Cemento     | Roman Safiullin      | 6-1, 5-7, 5-7       |
| 6. | 20 ottobre 2024 | Olbia Challenger, Olbia     | Cemento     | Martín Landaluce     | 4-6, 4-6            |

#### Doppio

##### Vittorie (5)
| Legenda tornei minori     |
| Challenger (1)            |
| ITF World Tennis Tour (4) |

| N. | Data              | Torneo                      | Superficie  | Compagno            | Avversari in finale                     | Punteggio              |
| 1. | 12 settembre 2021 | M15 Monastir                | Cemento     | Ajeet Rai           | Gabriel Decamps Robert Strombachs       | 7-6(1), 6(5)-7, [10-4] |
| 2. | 31 ottobre 2021   | M15 Selva di Val Gardena    | Cemento (i) | Luca Potenza        | Marco Brugnerotto Luigi Sorrentino      | 6-3, 7-6(7)            |
| 3. | 27 febbraio 2022  | M15 Sharm El Sheikh         | Cemento     | Federico Iannaccone | Matteo Gigante Marco Miceli             | 6-2, 6-2               |
| 4. | 1 maggio 2022     | M15 Monastir                | Cemento     | Federico Iannaccone | Daniil Glinka Karl Kiur Saar            | 6-2, 6-4               |
| 5. | 16 marzo 2024     | Hamburg Challenger, Amburgo | Cemento (i) | Rémy Bertola        | Karol Drzewiecki Patrik Niklas-Salminen | 6-4, 7-5               |

##### Finali perse (1)
| Legenda tornei minori     |
| Challenger (0)            |
| ITF World Tennis Tour (1) |

| N. | Data          | Torneo                             | Superficie  | Compagno     | Avversari in finale           | Punteggio        |
| 1. | 5 giugno 2022 | M25 Bosnia ed Erzegovina, Kiseljak | Terra rossa | Remy Bertola | Matthew Romios Brandon Walkin | 6-3, 4-6, [6-10] |

## Vittorie contro giocatori top 10
| Stagione | 2024 | 2025 | Totale |
| -------- | ---- | ---- | ------ |
| Vittorie | 0    | 1    | 1      |

| Nº   | Giocatore       | Rank | Torneo                    | Superficie  | Turno | Punteggio        |      |
| 2025 | 2025            | 2025 | 2025                      | 2025        | 2025  | 2025             | 2025 |
| ---- | --------------- | ---- | ------------------------- | ----------- | ----- | ---------------- | ---- |
| 1.   | Daniil Medvedev | 7    | Rotterdam Open, Rotterdam | Cemento (i) | 2T    | 6-3, 6(6)-7, 6-3 |      |